# Albarine
L'Albarine est une rivière de France, non navigable, dans le département de l'Ain en région Auvergne-Rhône-Alpes, et un affluent gauche de l'Ain donc un sous-affluent du fleuve le Rhône.

## Étymologie

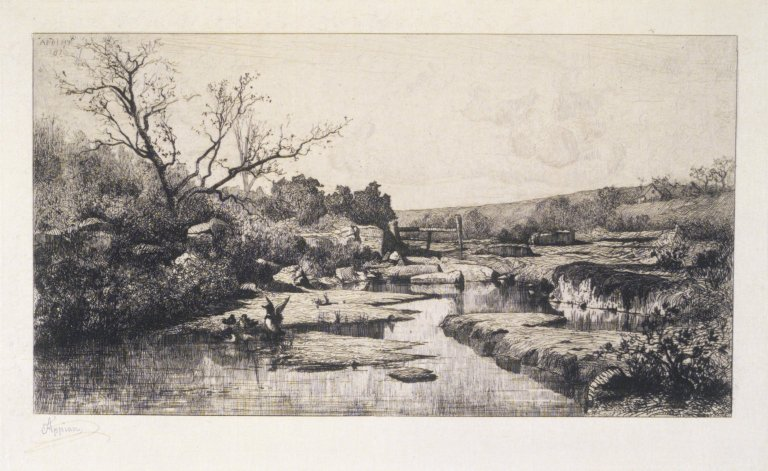
La source de l'Albarine, Adolphe Appian (1870) - Brooklyn Museum.

Au cours des siècles, on trouve pour cette rivière les attestations :
- Aqua que dicitur Albarona (1096) ;
- Fluvius que dicitur Albalona (1236) ;
- Arbarona (1293) ;
- Ripperia Albarone (1344) ;
- Albarine (1650).

On peut avancer plusieurs hypothèses sur l'origine de l’hydronyme Albarine. Ce nom pourrait signifier :
- « rivière blanche » ou « rivière divine, sacrée ». Il s'agit d'un composé du gaulois albos /albios signifiant « blanc » originellement (comme le latin albus), il semble avoir pris exclusivement le sens religieux de « monde lumineux, monde d´en haut »[6] et du gaulois onno « cours d´eau, fleuve », attesté dans le glossaire gaulois - latin d'Endlicher avec ce sens ou du suffixe des noms de rivières -o(n)na à valeur obscure. En fin de compte l'existence de onno en tant que nom commun en gaulois est douteuse[7] ;
- « rivière des saule », de l'occitan albar « saule, peuplier blanc » (arbres des bords de rivière) et de la terminaison -ona par analogie avec d'autres noms de rivières.
- « rivière qui se dirige vers la mer », de l'arabe Al bahri selon le docteur Berthelon dans le bulletin d'anthropologie de la ville de Lyon, qui atteste de la présence de sarrasins dans la région depuis le 8eme siècle. Par ailleurs, la cascade formée par la rivière dite "de la Charabotte" viendrait de chara (cascade) et abiodh, beïda (blanc)[8].

## Géographies
Le linéaire de l'Albarine représente 59,4 kilomètres et la longueur cumulée des affluents principaux 130 kilomètres. Elle coule globalement du nord vers le sud puis de l'est vers l'ouest avec trois grands méandres :

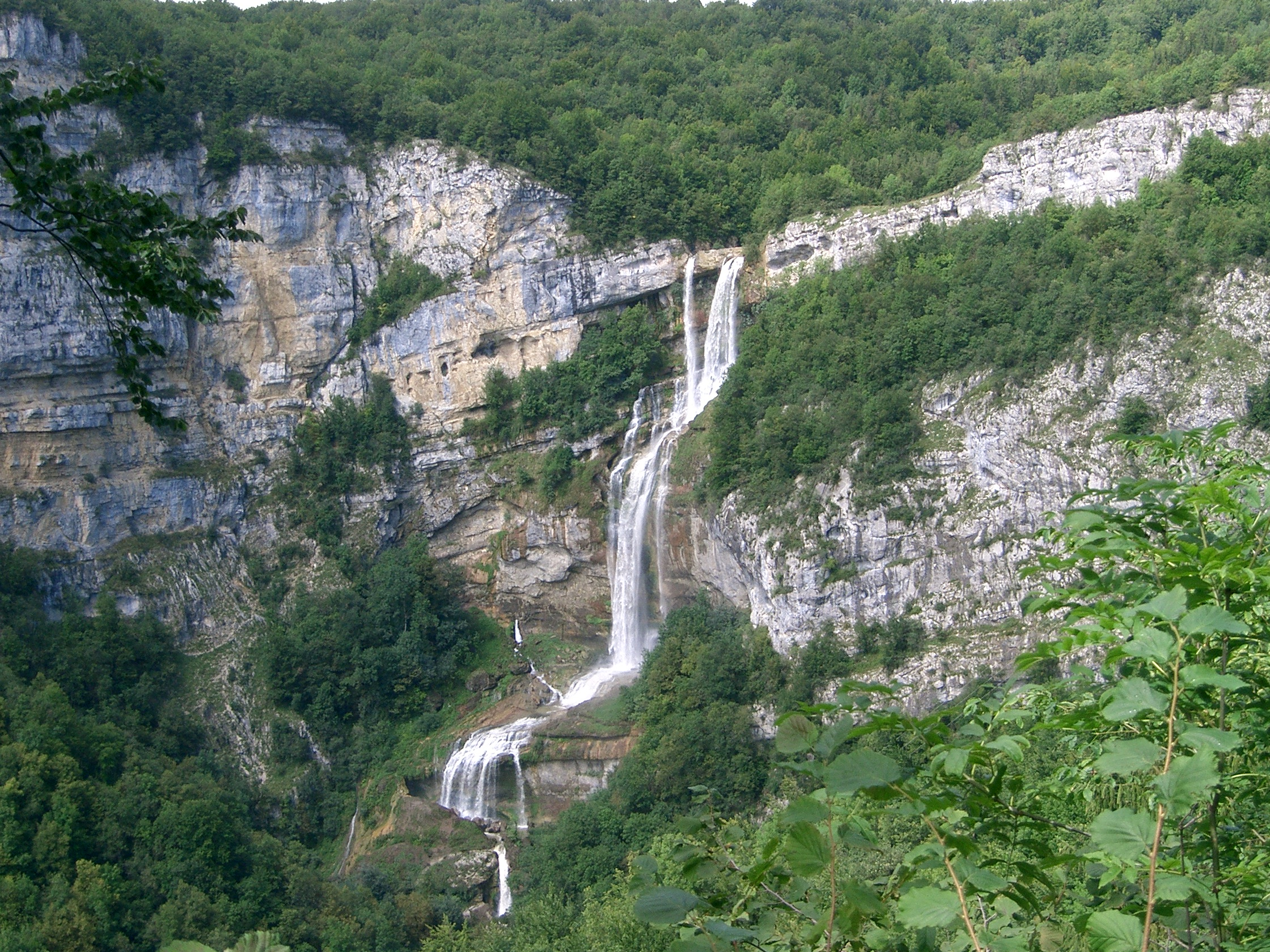
La cascade de la Charabotte.

L'Albarine prend sa source en montagne à 950 m d'altitude dans le département de l'Ain, dans le massif du Bugey (extrémité méridionale des montagnes du Jura) alimentée par plusieurs ruisseaux du plateau montagneux du Retord (1 150 m altitude) et d'Hauteville-Lompnes (1 230 m altitude) au sein d'un complexe de zones humides (sources, lacs) d'altitude sur la commune de Brénod, dans la combe de Léchaud.
Après s'être écoulée sur le plateau Retord du massif du Bugey (sud du Jura), elle plonge dans des gorges par une chute de 115 m au niveau de la cascade de la Charabotte. Elle traverse plusieurs vallées dont le canton de Saint-Rambert-en-Bugey avant de rejoindre la rivière d'Ain à 40 km au nord-est de Lyon, à Châtillon-la-Palud à 222 m d'altitude et affluent du Rhône.

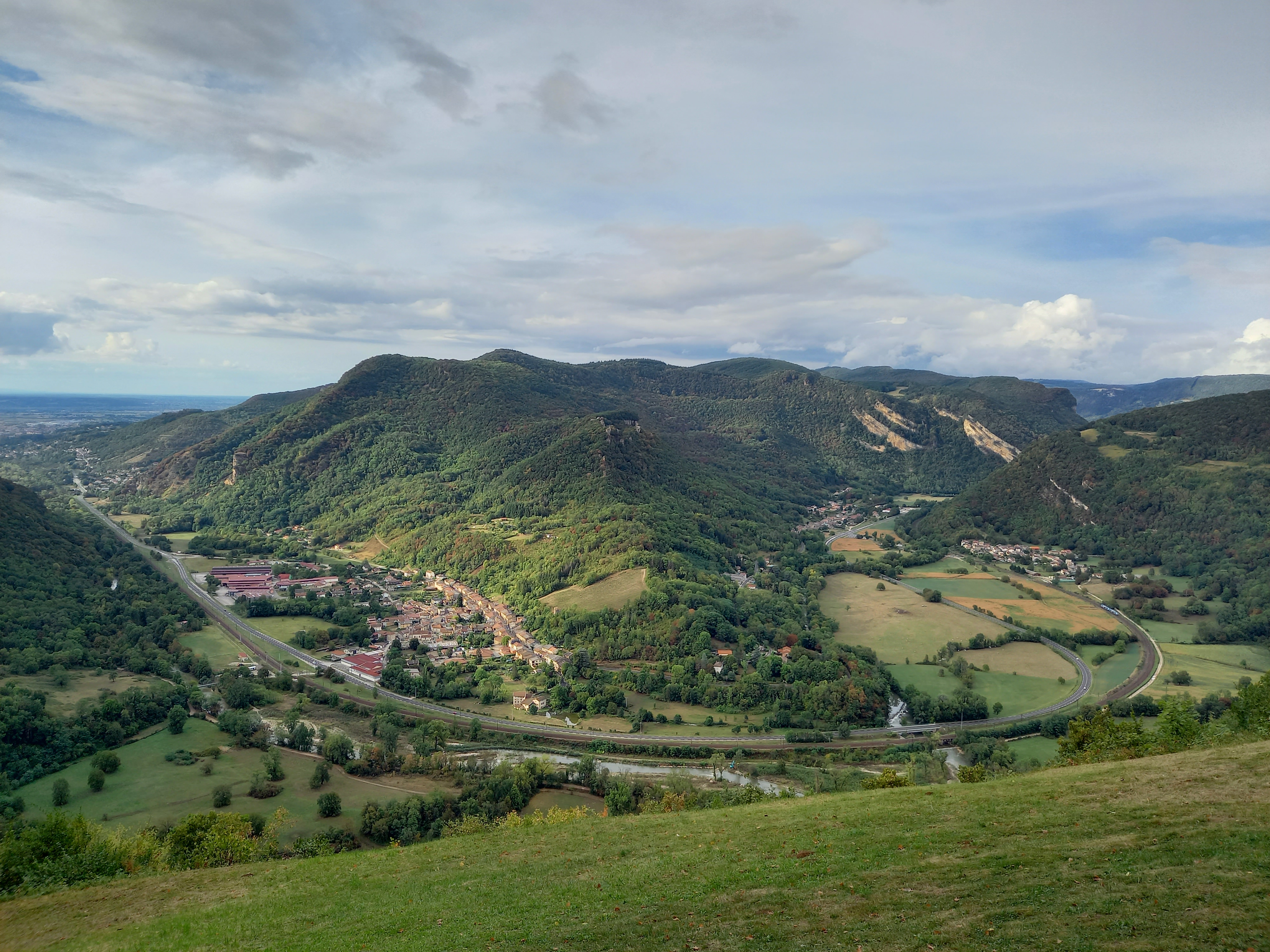
Vallée de l'Albarine à Torcieu.

### Communes et cantons traversées
Dans le seul département de l'Ain, l'Albarine traverse dix-sept communes,, soit, de l'amont vers aval : Brénod (source), Corcelles, Champdor, Hauteville-Lompnes, Chaley, Tenay, Argis, Oncieu, Saint-Rambert-en-Bugey, Torcieu, Bettant, Ambérieu-en-Bugey, Saint-Denis-en-Bugey, Château-Gaillard, Leyment, Saint-Maurice-de-Rémens, Châtillon-la-Palud.
.

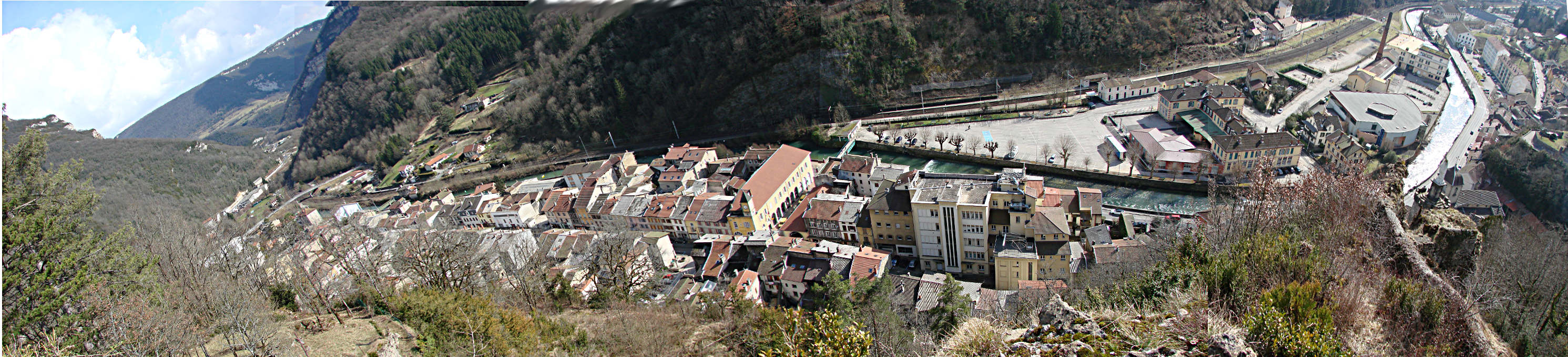
Albarine : la traversée de Saint-Rambert-en-Bugey.

L'Albarine traverse six cantons : l'Albarine prend source dans le canton de Brénod, traverse les canton d'Hauteville-Lompnes, canton de Saint-Rambert-en-Bugey, canton d'Ambérieu-en-Bugey, canton de Lagnieu et conflue dans le canton de Chalamont, le tout dans les arrondissements de Nantua, arrondissement de Belley et de Bourg-en-Bresse.

### Bassin versant

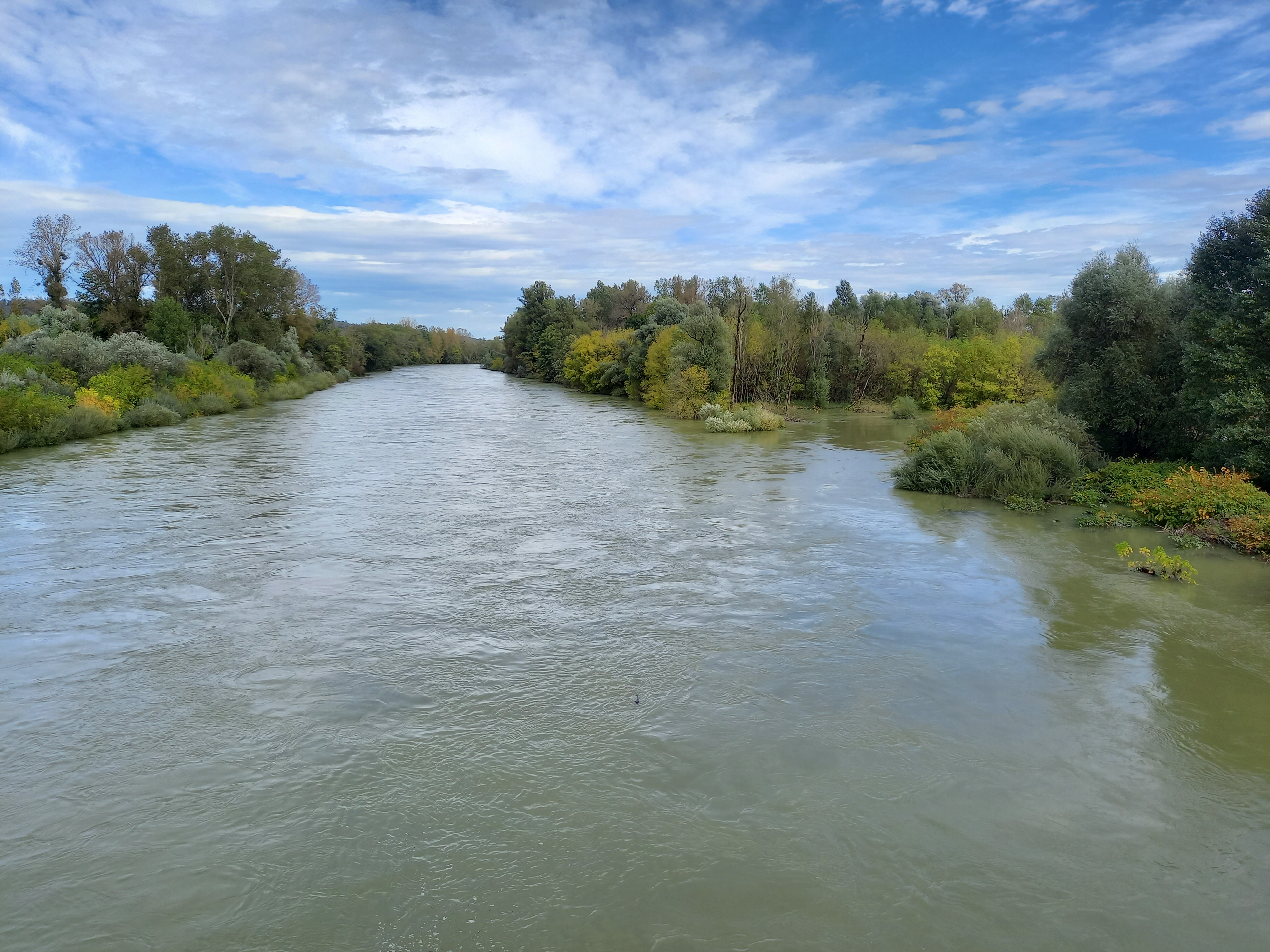
Confluence de l'Ain et de l'Albarine.

L'Albarine traverse les cinq zones hydrographiques « L'Albarine du bief de Vuires à la Câline inclus », « L'Albarine de la Câline à l'Ain », « L'Albarine de sa source au bief du Vuires inclus », « L'Ain de l'Albarine au Rhône », « L'Ain du Suran à l'Albarine ».

### Organisme gestionnaire

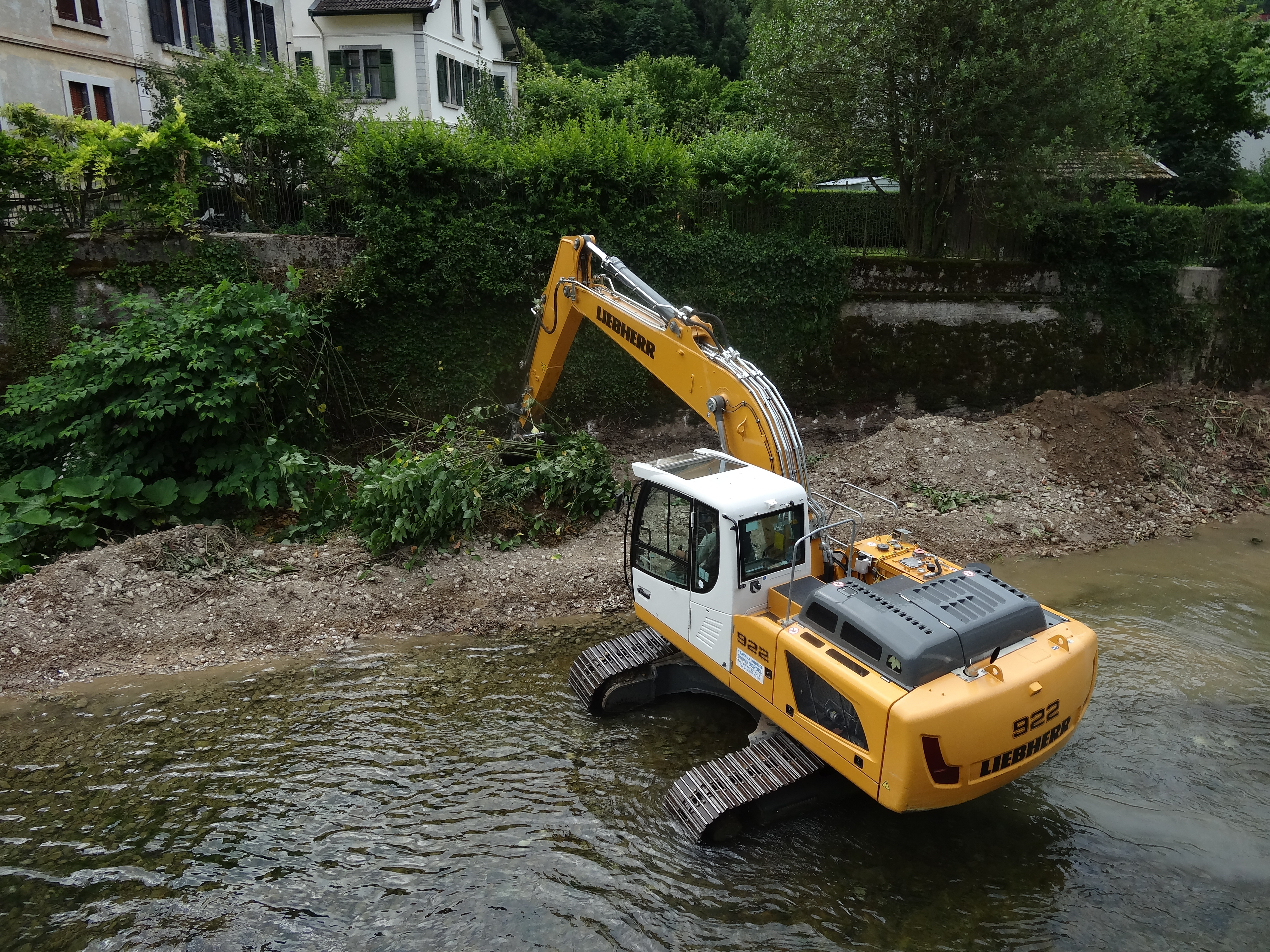
Albarine : tentative d'éradication de la renouée du Japon.

À la suite des crues importantes de 1990 et 1991, les élus ont pris conscience de l'importance d'une gestion globale de la rivière.
Associées au sein du Syndicat Intercommunal d'Aménagement du Bassin Versant de l'Albarine, les communes décident de mettre en œuvre un premier contrat de rivière qui ne verra le jour qu'après dix ans de gestation, le 24 juin 2002.
De 2002 et 2007, le contrat de rivière a permis de travailler sur tous les enjeux importants de l'Albarine à savoir :
- la qualité de l'eau ;
- la gestion des crues ;
- les peuplements piscicoles ;
- l'information et la sensibilisation ;
- la mise en valeur du patrimoine touristique et paysager ;
- la restauration du lit des berges et de la ripisylve.

## Affluents
L'Albarine a onze affluents référencés :
- le ruisseau de Mélogne (rg[note 2]), 4,6 km sur les deux communes de Hauteville-Lompnes et Cormaranche-en-Bugey, avec un affluent :
  - le Bief de Vuires (rg) 3,6 km sur les deux communes de Hauteville-Lompnes et Cormaranche-en-Bugey avec un affluent et de rang de Strahler deux.
- le ruisseau de Merdaret ou ruisseau de la Combe (rg) 2,7 km sur les deux communes de Hauteville-Lompnes et Chaley.
- le ruisseau de la Gorge (rd), 1,9 km sur les trois communes de Évosges, Hauteville-Lompnes et Chaley.
- le Chanay (rd), 2,4 km sur les deux communes de Évosges, et Tenay avec un affluent :
  - le Biez de Côte de Troye (rd) 0,9 km sur la commune de Tenay sans affluent.
- le ruisseau de la Tine (rg) 1,3 km sur les deux commune de Argis et Tenay avec un affluent :
  - le ruisseau de la Gorge (rd) 1,4 km sur les trois communes de Argis, Arandas et Conand sans affluent.
- le Biez Molet (rd) 2,5 km sur les trois communes de Argis, Évosges et Tenay.
- la Mandorne ou Bief de Malaval (rd), 10,6 km sur sept communes avec deux affluents[13] et de rang de strahler deux.
- le Brévon (rd) 4,3 km sur la seule communes de Saint-Rambert-en-Bugey avec un affluent et de rang de strahler deux[14].
- La Câline (rg) 11,8 km sur sept communes avec cinq affluents[15] et de rang de Strahler deux.
- le Bief Ravinet (rg) 5,9 km sur les cinq communes de Cleyzieu, Saint-Rambert-en-Bugey, Torcieu, Souclin  et Conand.
- Le Seymard (rd) 15,5 km sur six communes avec un affluent[16] et de rang de Strahler deux.

Géoportail signale aussi dans ce bassin versant le Buizin (rg) 12 km sur onze communes et passant en souterrain sur Saint-Denis-en-Bugey.

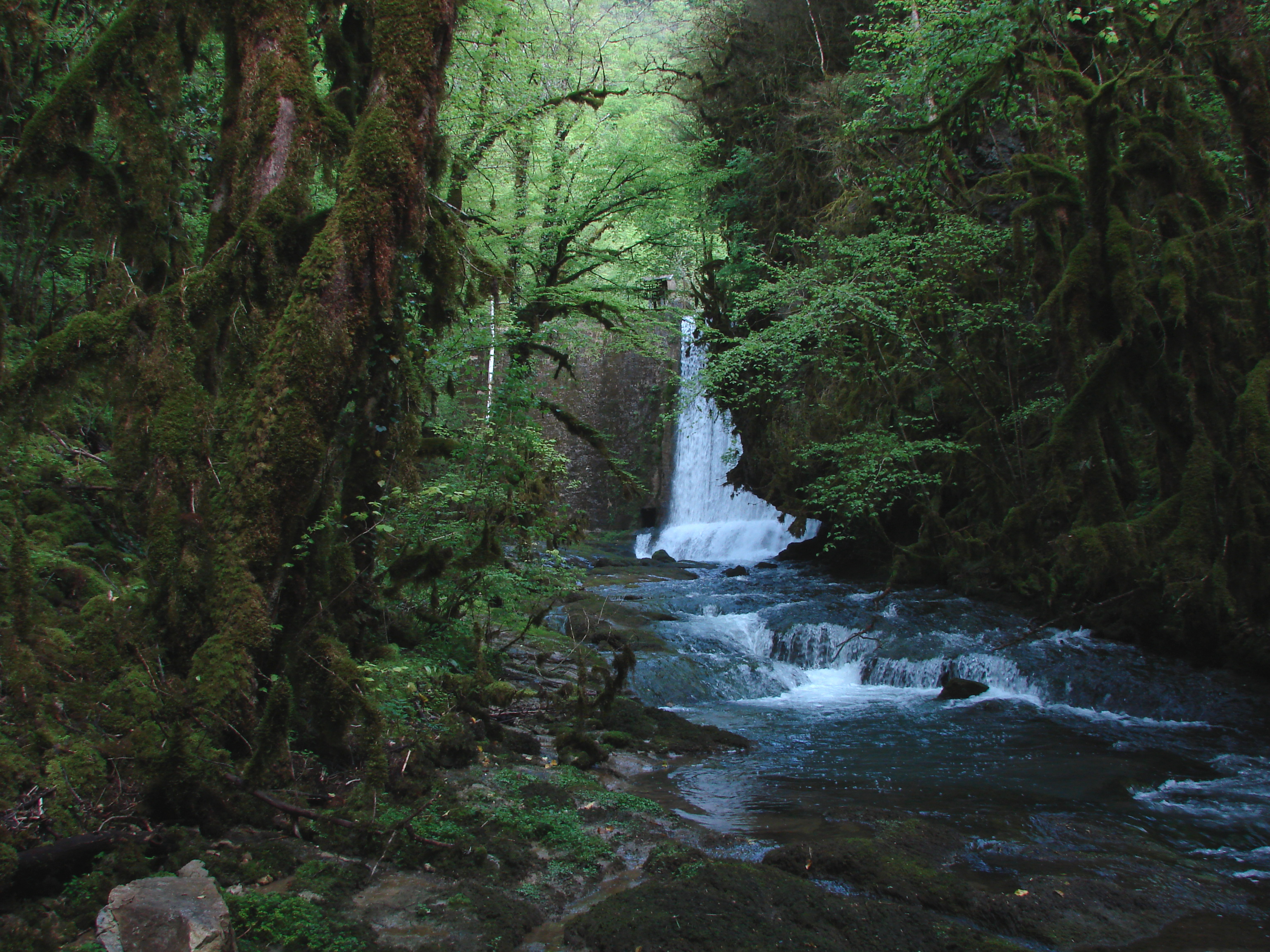
La Mandorne.
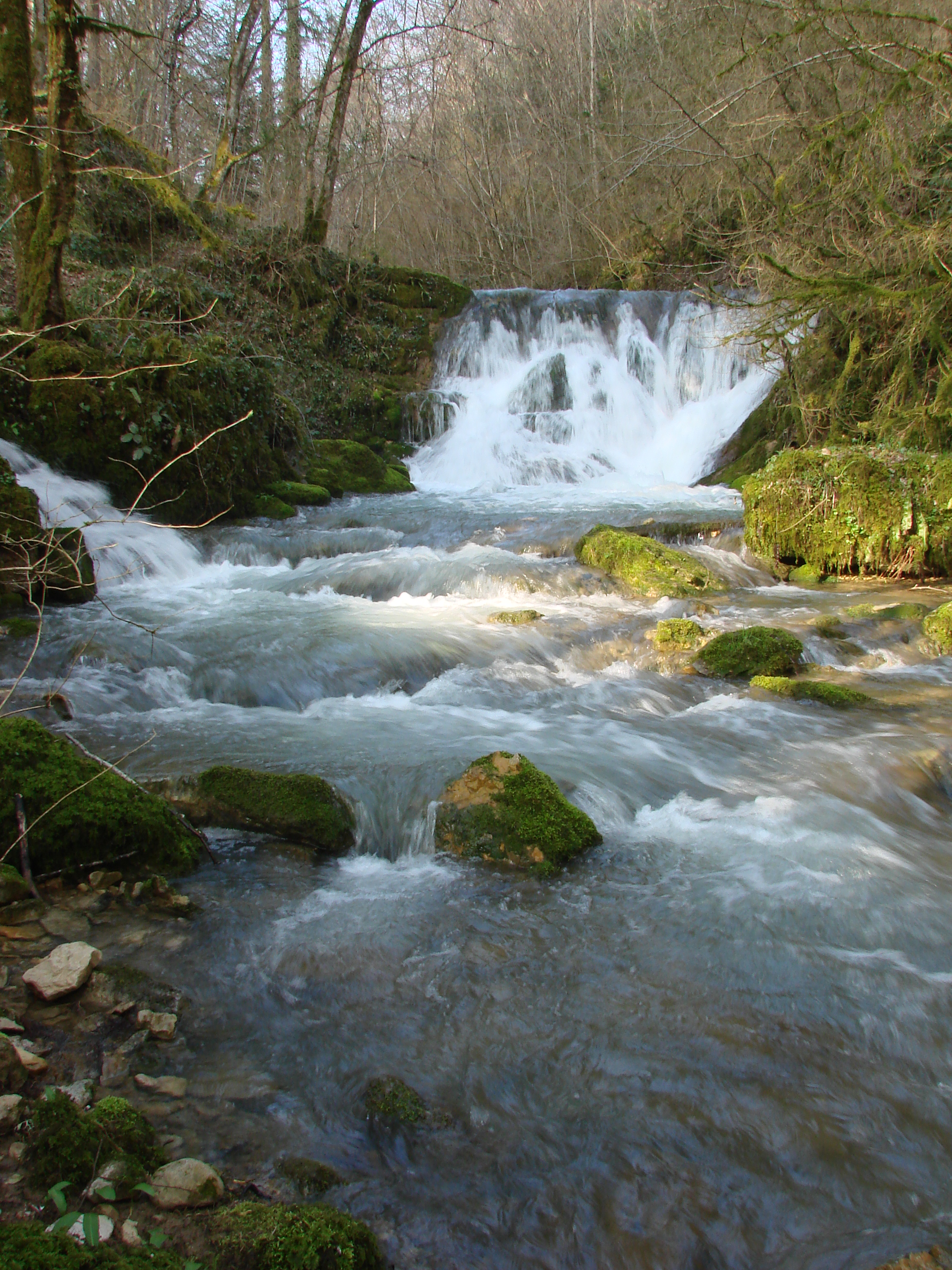
Le Brévon.
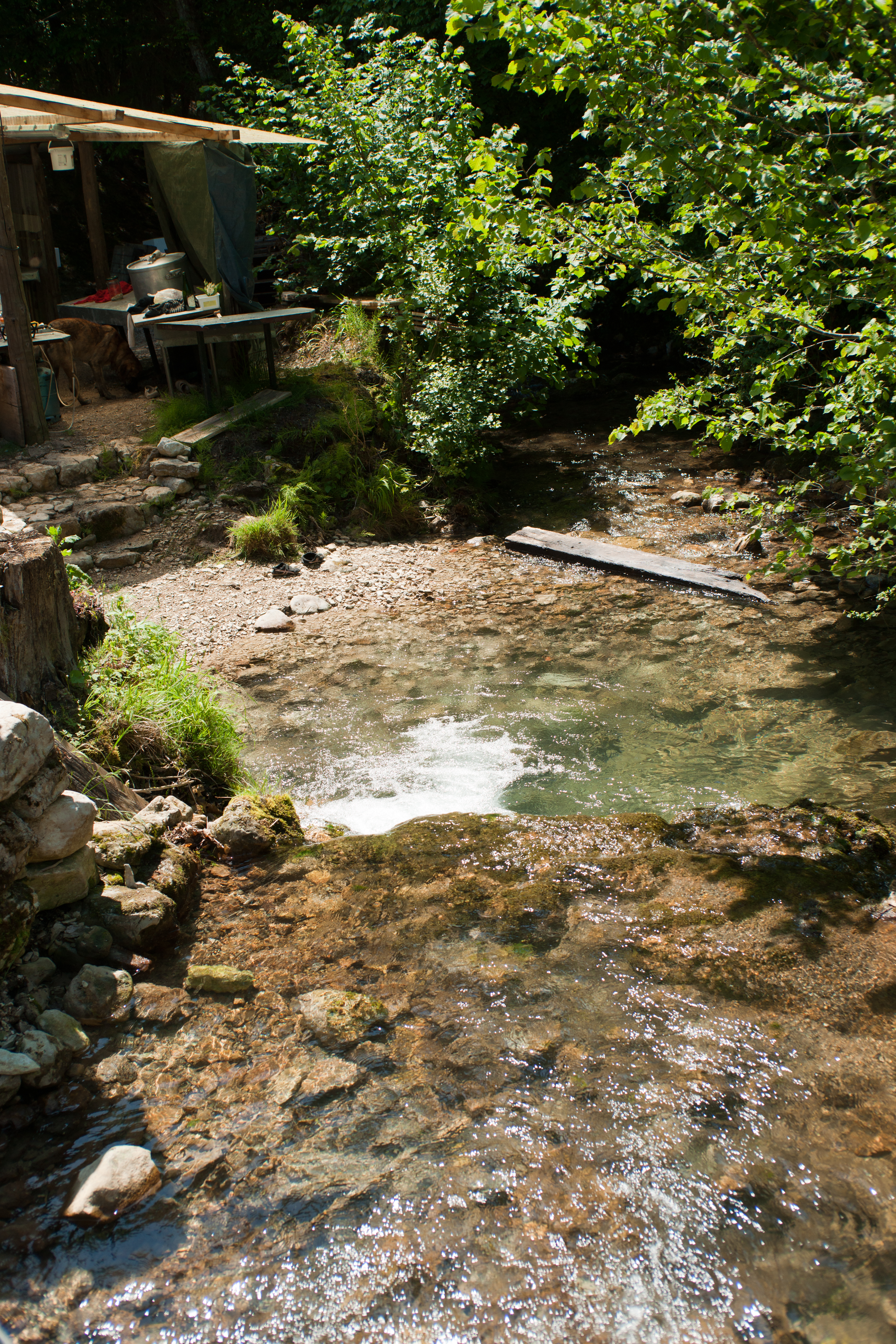
La Câline.
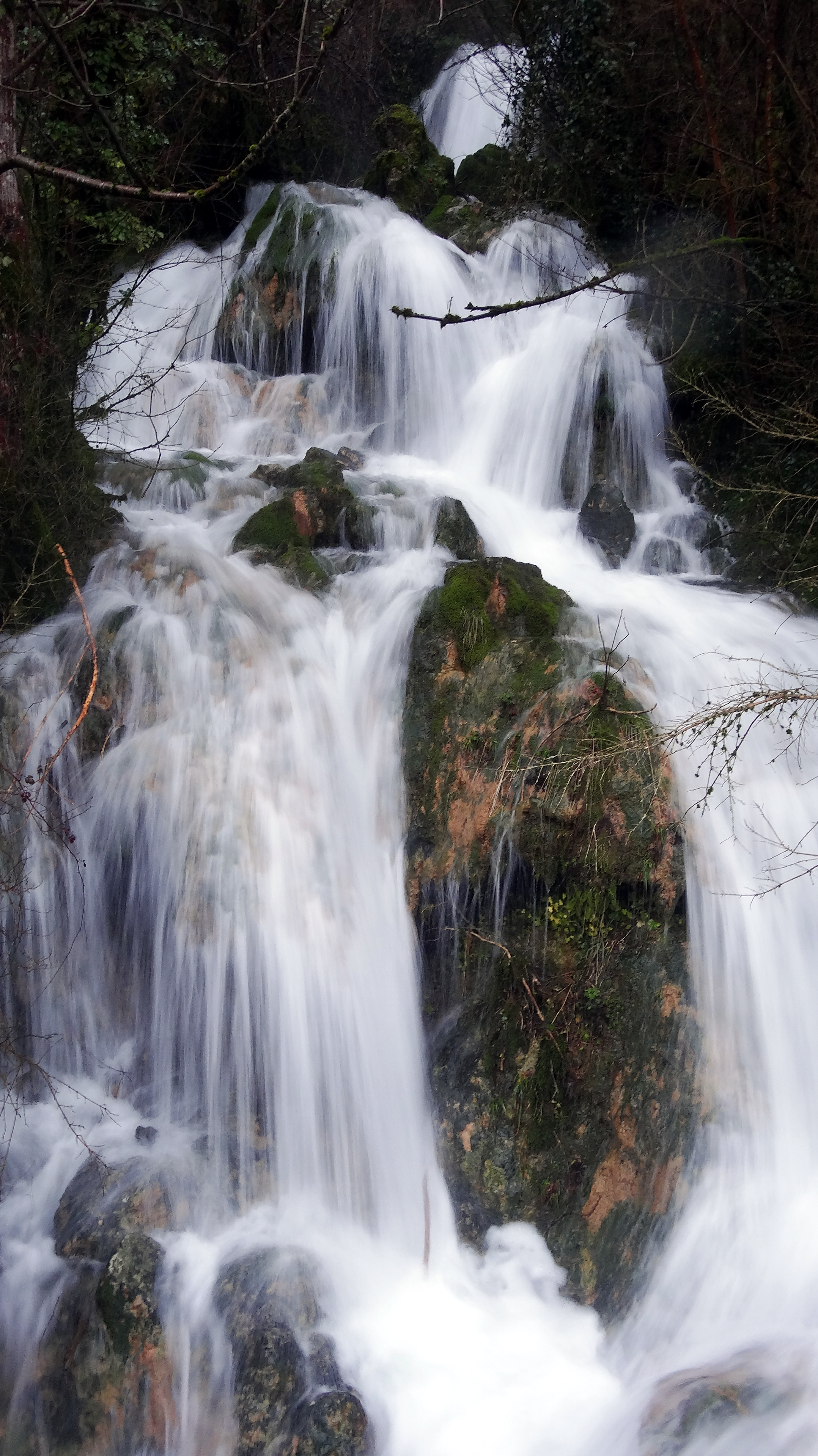
La Doua.
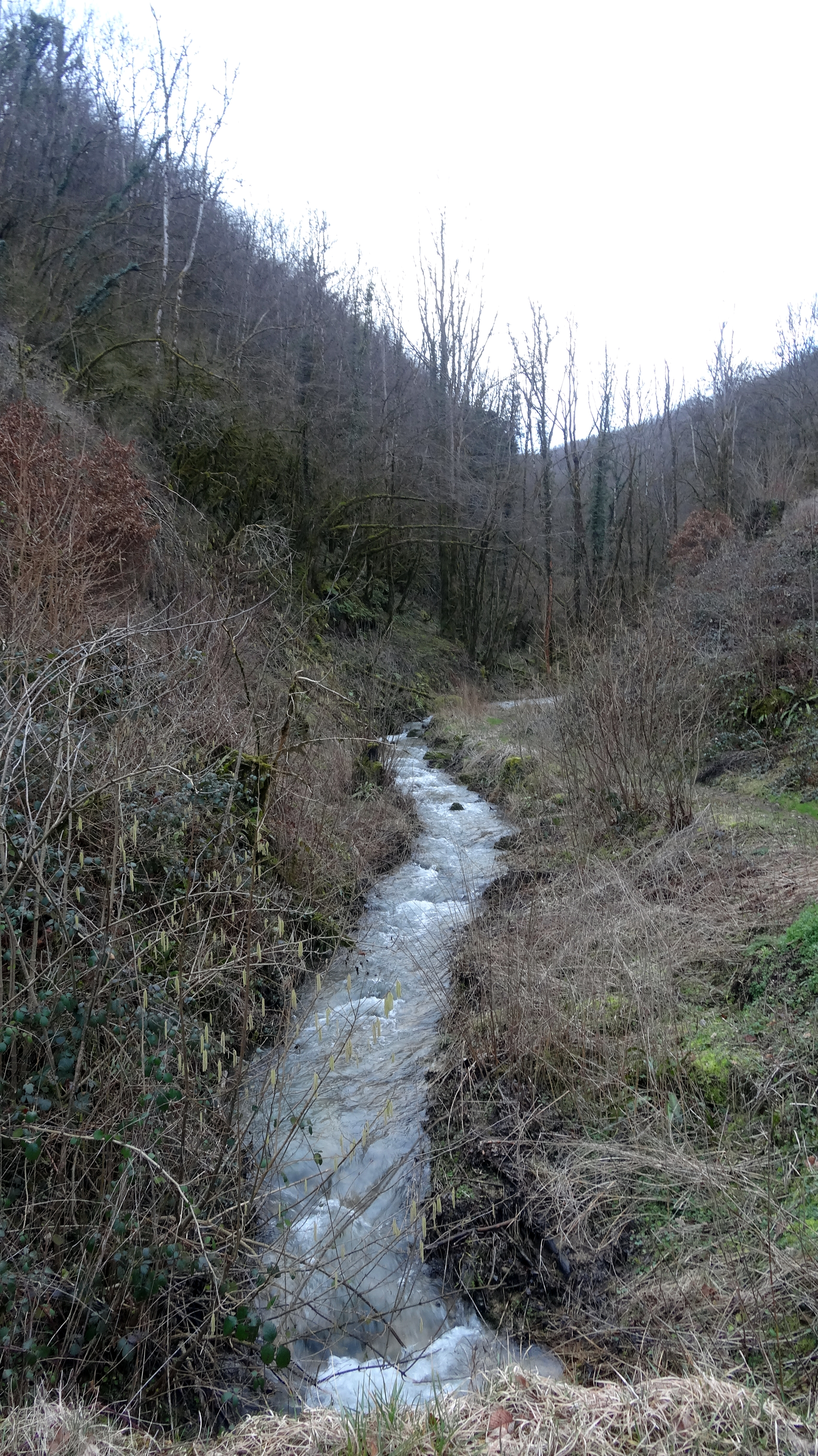
Le Ravinet.

### Rang de Strahler
Don le rang de Strahler de l'Albarine est de trois.

## Hydrologie
L'Albarine est alimentée par la fonte des neiges, en montagne au printemps, et par les pluies. Elle est observée dans les trois stations hydrologiques suivantes :
- L'Albarine à Chaley - V2924020 à 430 m d'altitude pour un bassin de 135 km2 du 1er janvier 1960 au 20 août 1997 avec un module de 4,40 m3/s[18]
- L'Albarine à Saint-Rambert-en-Bugey - V2924010 à 286 m d'altitude pour un bassin de 231 km2 depuis le 30 décembre 1969 avec un module de 6,17 m3/s[18]
- L'Albarine à Saint-Denis-en-Bugey [Pont Saint Denis] - V2934010 à 230 m d'altitude pour un bassin de 288 km2 depuis le 17 décembre 1957 avec un module de 6,64 m3/s[3]

### L'Albarine à Saint-Denis-en-Bugey
Le bassin versant de l'Albarine à Saint-Denis-en-Bugey de 288 km2 représente 92 % du bassin versant total de l'Albarine 313 km2.
Son module est de 6,64 m3/s.
En moyenne, l'Albarine a des hautes eaux de décembre à mars avec un maximum en mars à 11,3 m3/s et de basses eaux de juin à septembre avec un minimum en août à 1,28 m3/s.

### Étiage ou basses eaux
À l'étiage, c'est-à-dire aux basses eaux, le VCN3, ou débit minimal du cours d'eau enregistré pendant trois jours consécutifs sur un mois, en cas de quinquennale sèche s'établit à 0,001 m3/s, ce qui est très sévère,.
Drainant un bassin versant de 313 km2, la rivière se perd totalement par infiltration, tous les étés, sur le plateau à l'amont du fait des infiltrations dans le massif karstique. De plus, elle s'assèche aussi sur sa partie aval car elle s'enfonce dans sa nappe et disparaît alors totalement de la surface. L'été 2007 semble, de ce point de vue, être exceptionnel : le débit de la rivière est resté important, même au cœur du mois d'août.

### Caractéristiques hydrologiques de la nappe phréatique de l'Albarine
La rivière Albarine est de type pluvio nival et possède la particularité d'avoir deux aquifères au vu de l'existence de deux entités géologiques différentes : le massif calcaire karstique du Bugey et la plaine alluviale et fluvio-glaciaire de l'Ain.
Deux nappes phréatiques, dans la vallée de l'Albarine, sont séparées, l'une de l'autre, par une couche d'argile de 0,5 à 1,5 mètres d'épaisseur. L'une, au sein des alluvions récentes, est en relation directe avec la rivière, entre 2 et 21 mètres de profondeur. L'autre aquifère, constitué de cailloutis d'origine alpine, entre 22 et 32 mètres de profondeur. Ces deux aquifères sont très perméables.
Il existe parfois des remontées de nappes à l'origine de crues.

### Crues
Les crues de l'Albarine sont caractérisées par un temps de réponse rapide des débits aux précipitations et/ou à la fonte des neiges, par une montée des eaux brutales, par des vitesses importantes et par une décrue rapide (sauf à Torcieu où la décrue est plus lente).
Les crues historiques de l'Albarine ont été remarquées en avril 1668, en février 1720, en octobre 1765 et en février 1990.
Sur période d'observation, le débit journalier maximal a été observé le 15 février 1990 pour 244,0 m3/s. Le débit instantané maximal a été observé le 15 février 1990 avec 315,0 m3/s en même temps que la hauteur maximale instantanée de 332 cm soit 3,32 m.
Le QIX 2 est de 110 m3/s, le QIX 5 est 140 m3/s, le QIX 10 est de 170 m3/s, le QIX 20 est de 190 m3/s et le QIX 50 est de 220 m3/s. Le QIX 100 n'a pas encore pu être calculé vu la préiode d'observation de 63 ans.

### Lame d'eau et débit spécifique
La lame d'eau écoulée dans cette partie du bassin versant de la rivière est de 730 millimètres annuellement, ce qui est plus du double de la moyenne en France, à 300 mm/an. Le débit spécifique (Qsp) atteint 23,1 litres par seconde et par kilomètre carré de bassin.

## Galerie

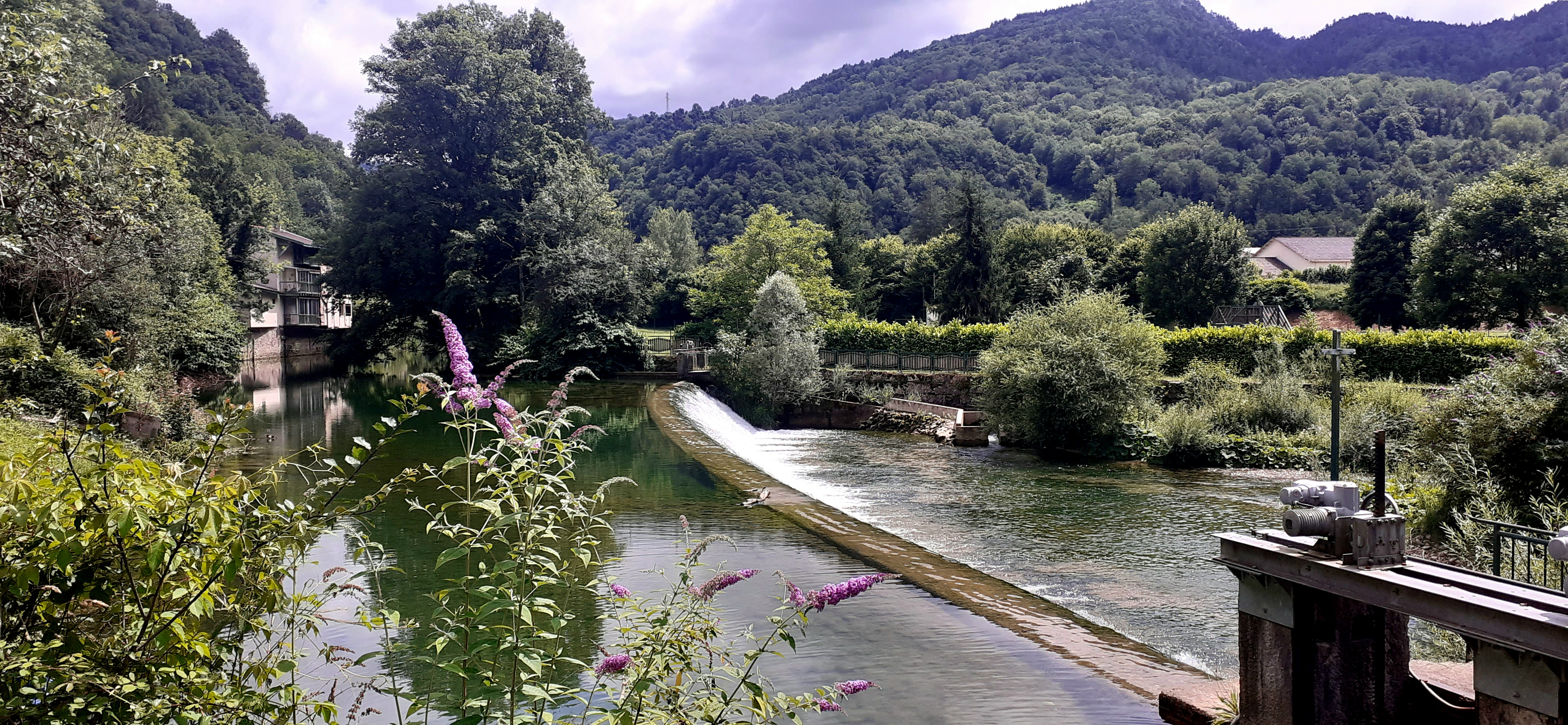
Digue à Argis et échelle à poissons en fond.

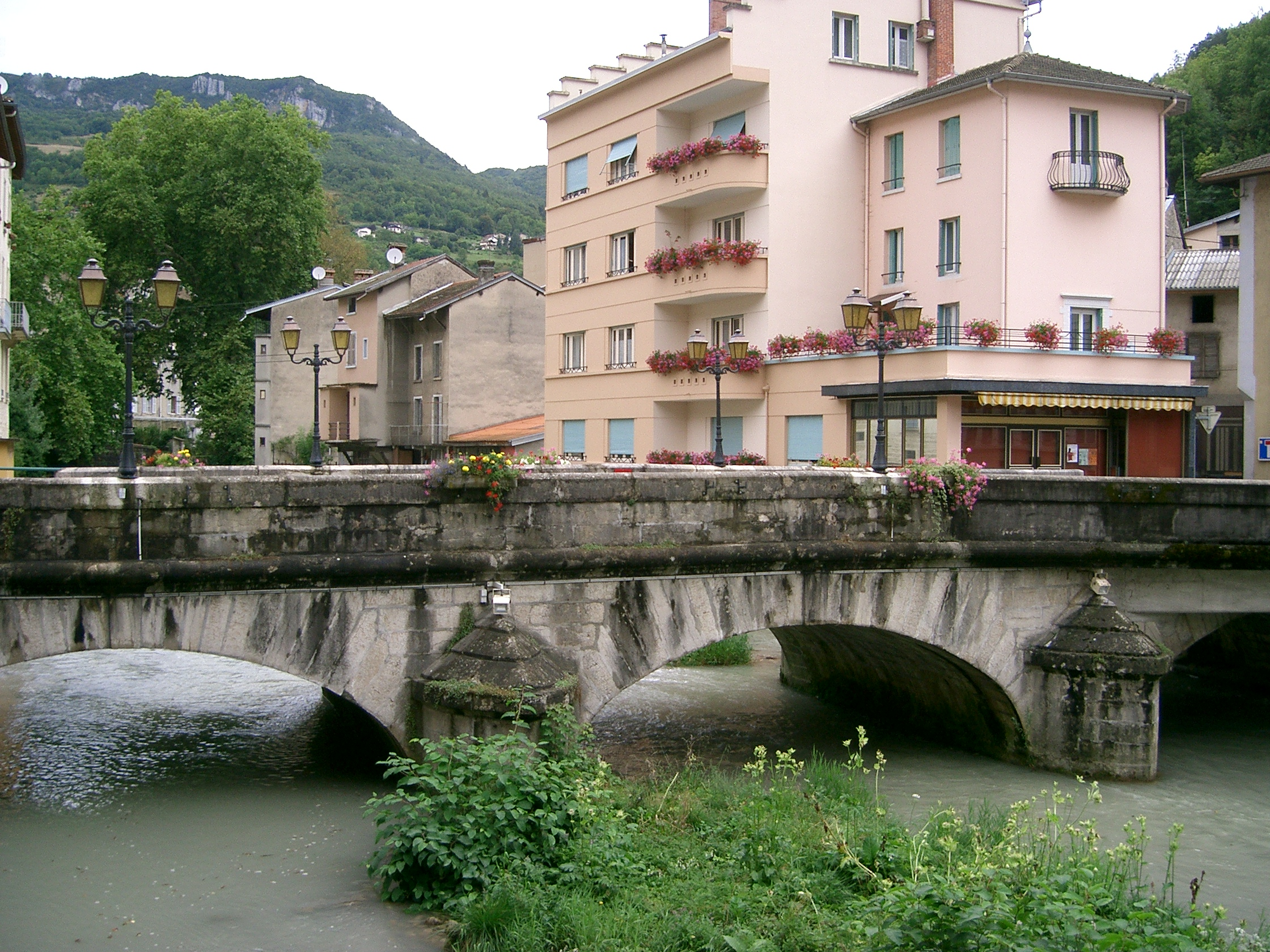
Pont sur l'Albarine à Tenay.
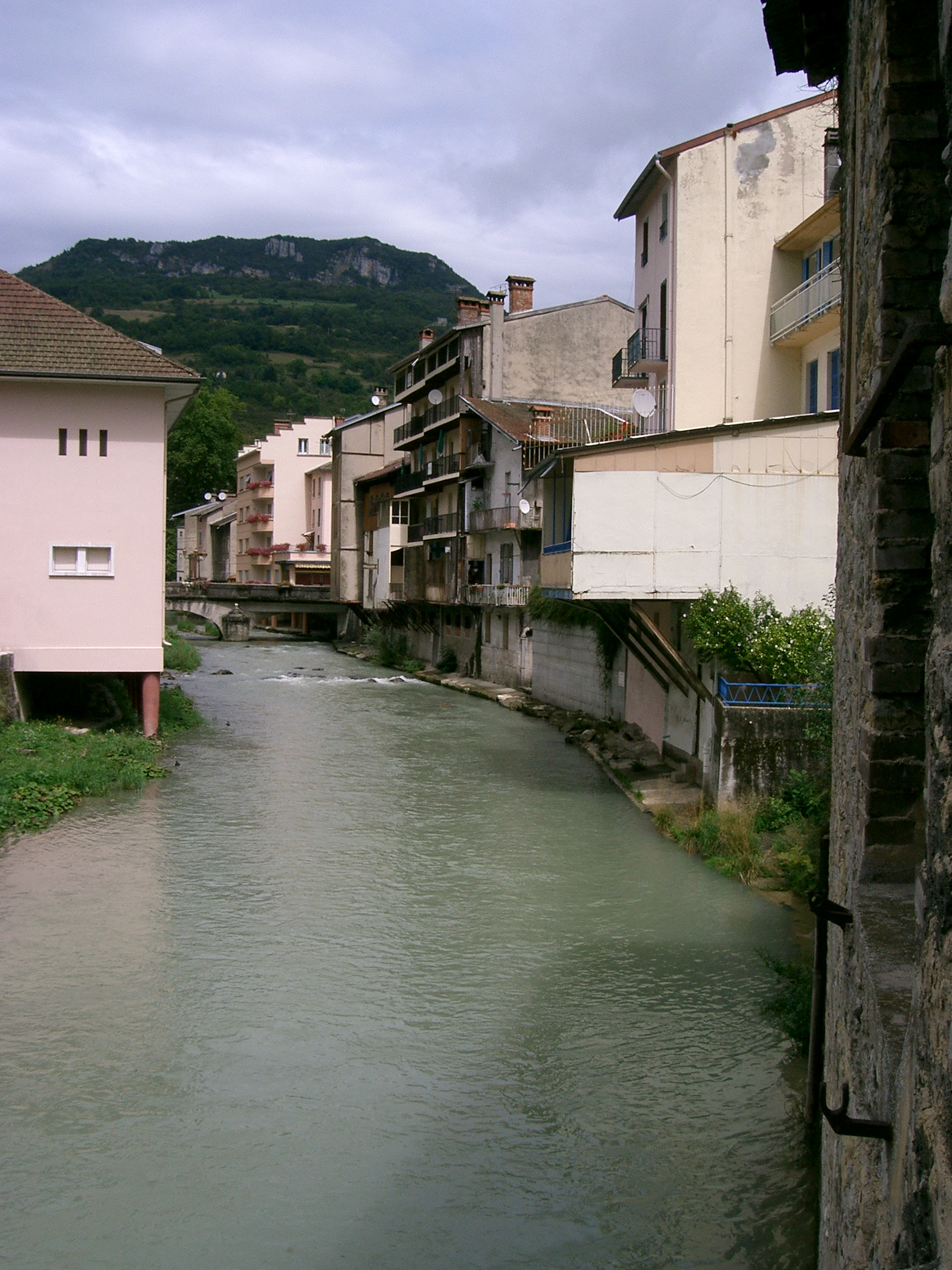
L'Albarine à Tenay.
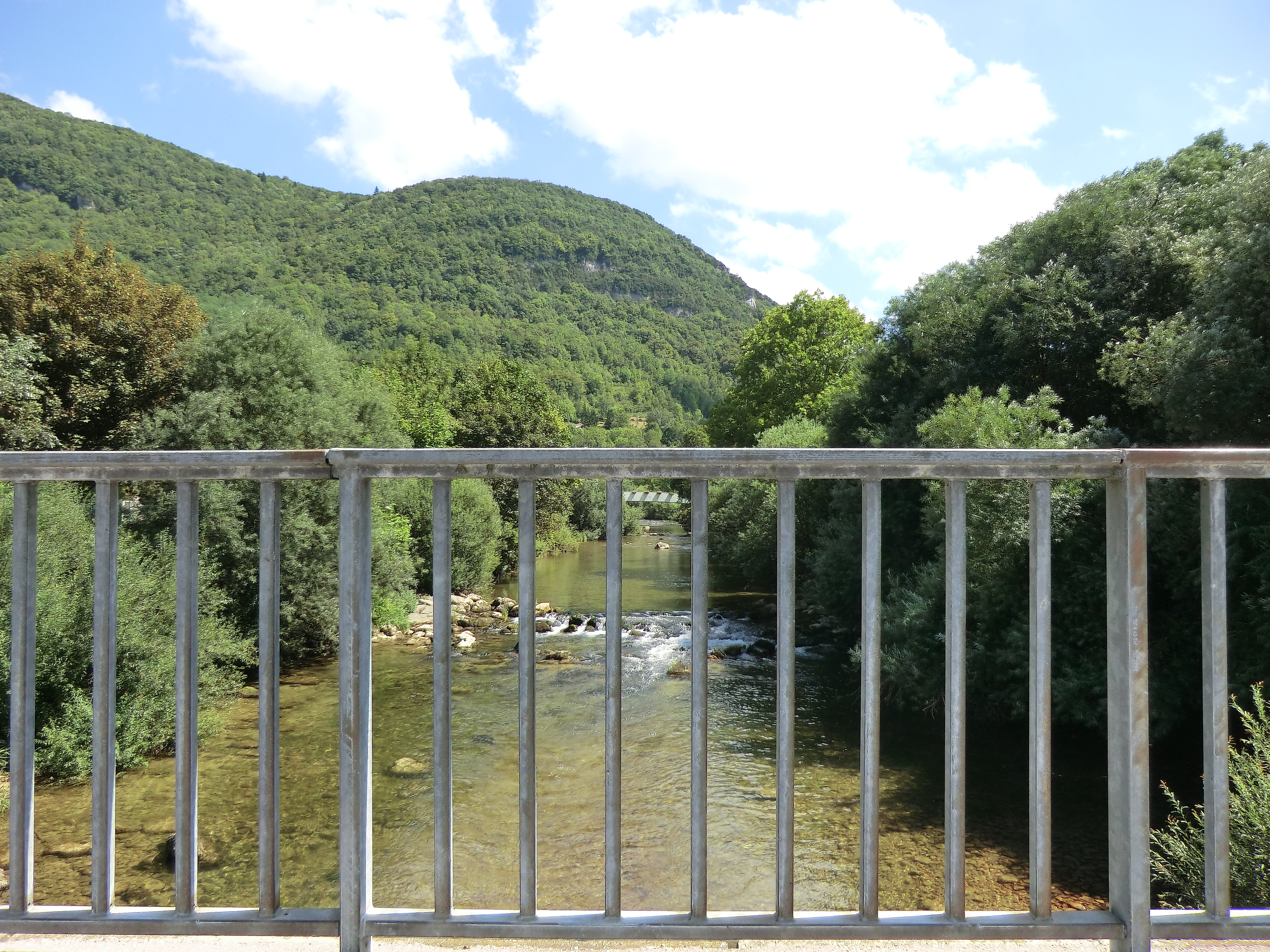
L'Albarine à Argis.
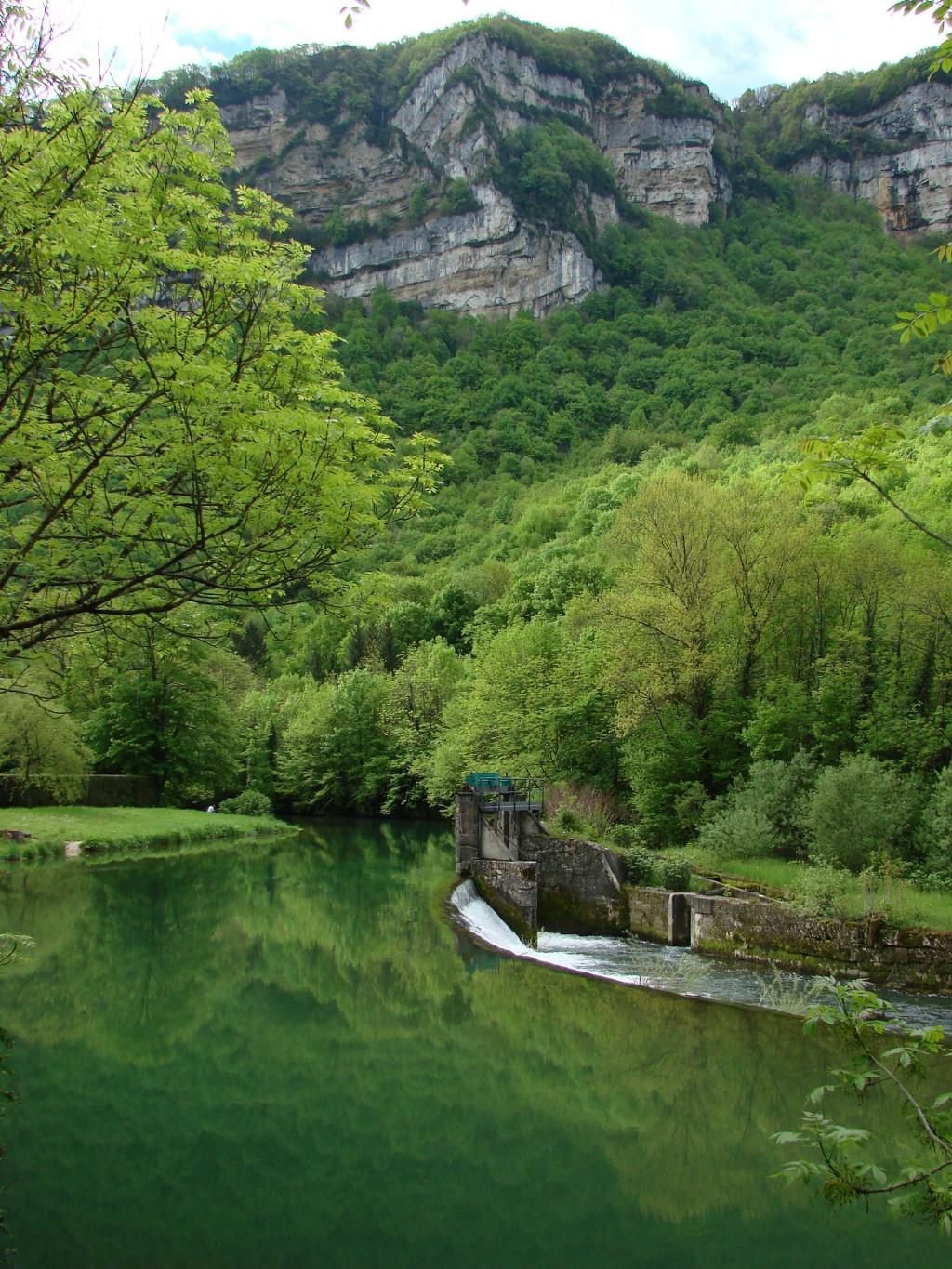
La digue à Saint-Rambert-en-Bugey.

## Aménagements et écologie

### Faune

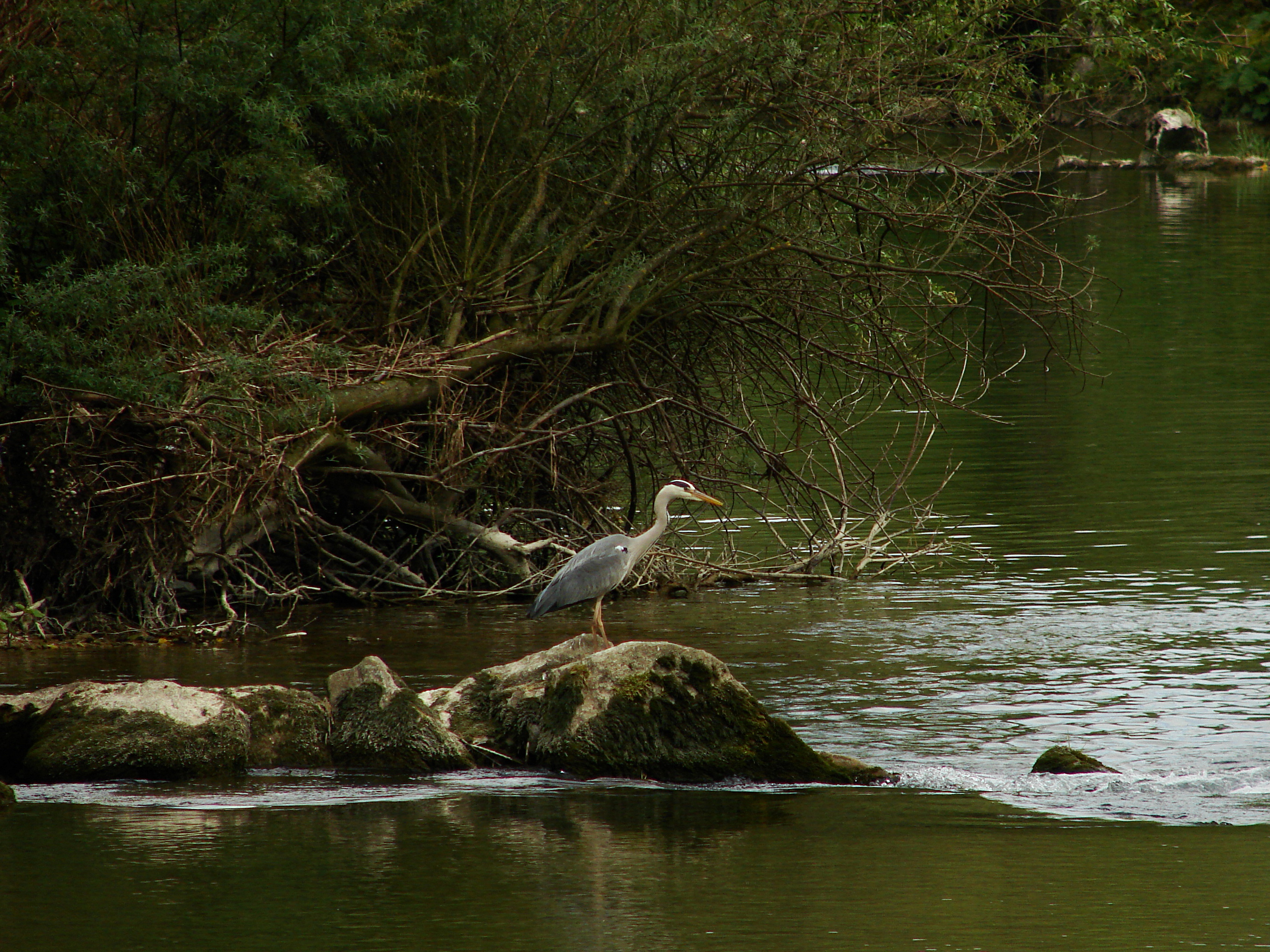
Héron pêchant dans l'Albarine.
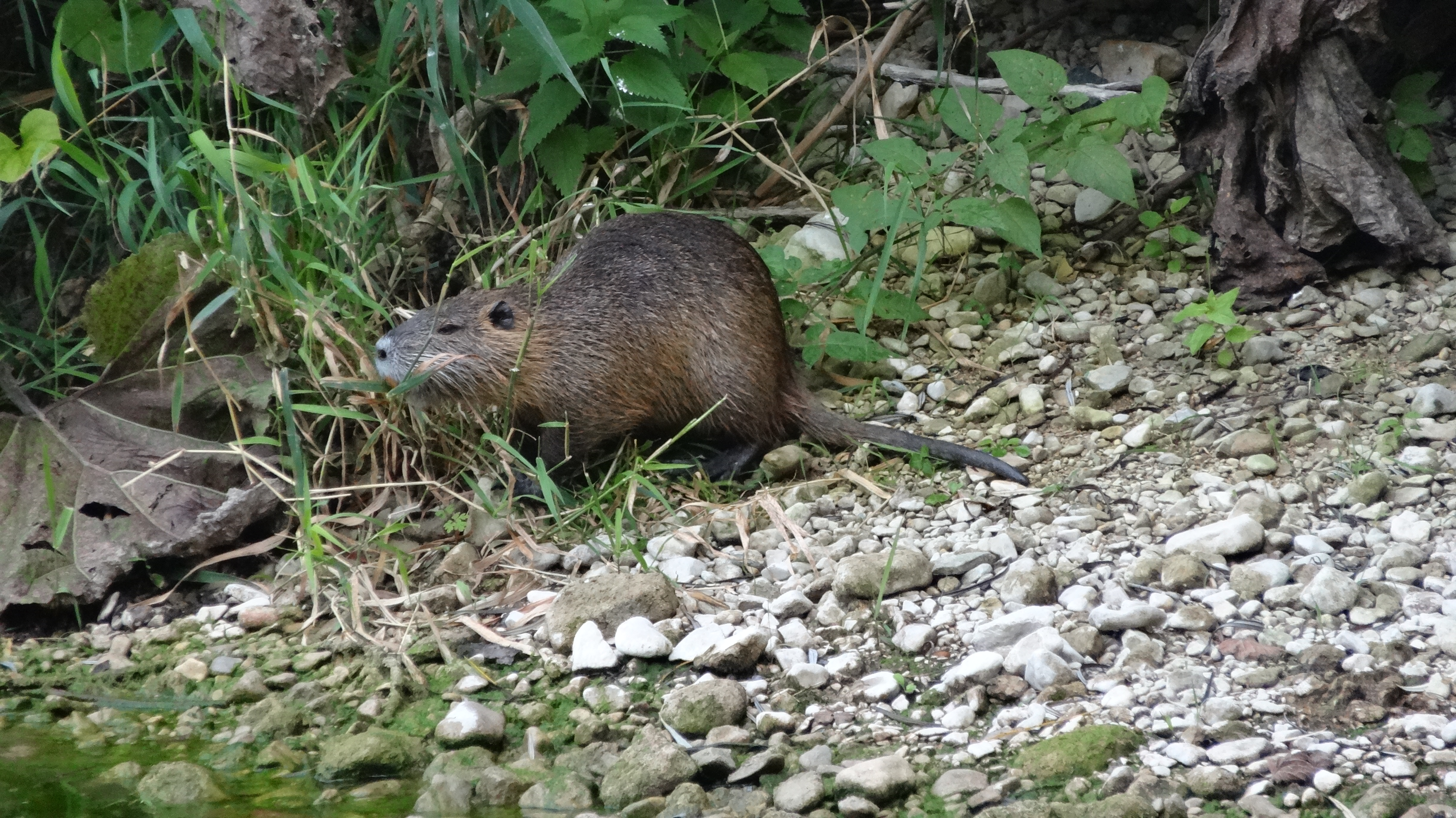
Ragondin au bord de l'Albarine.
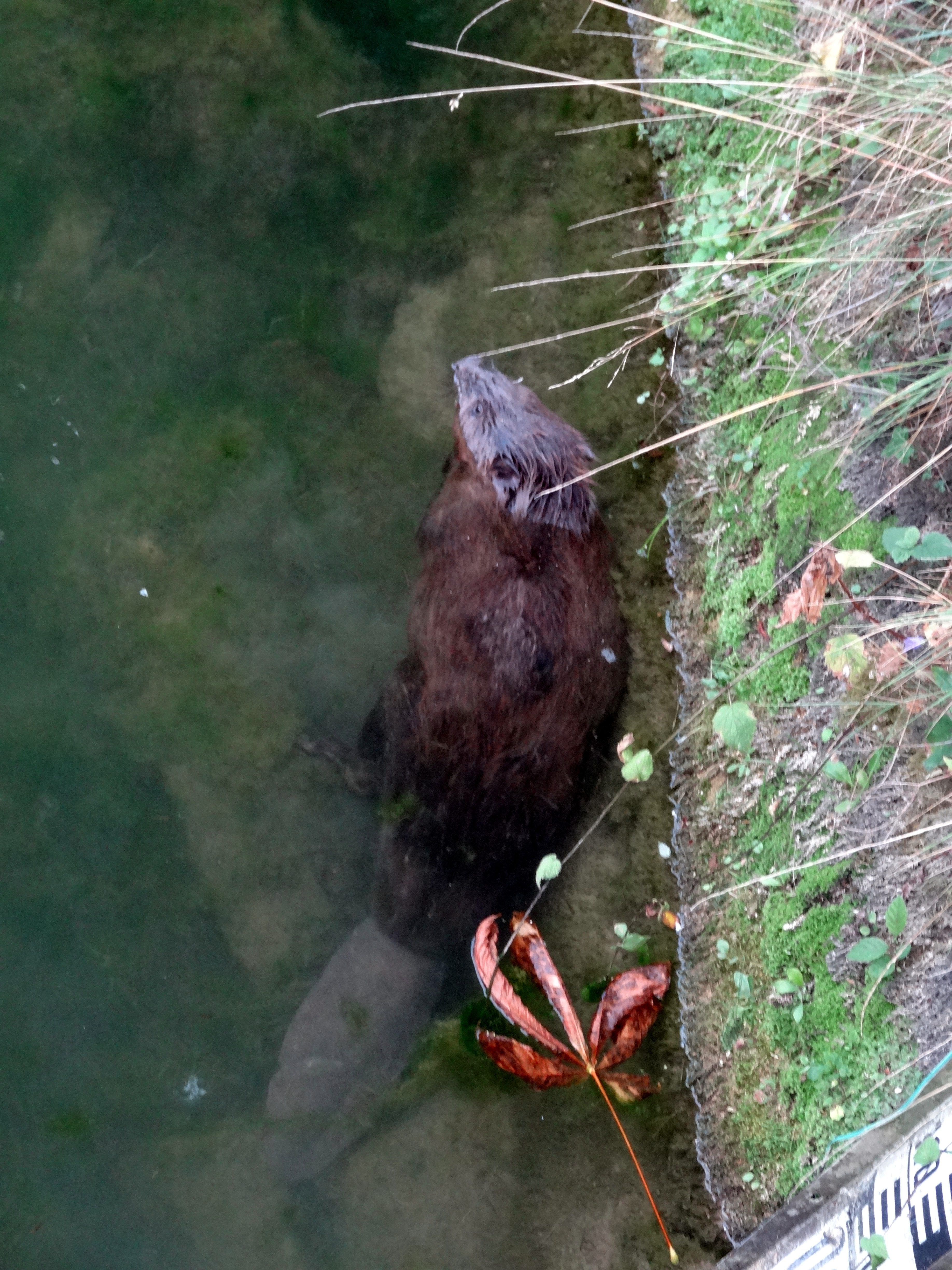
Castor dans l'Albarine.
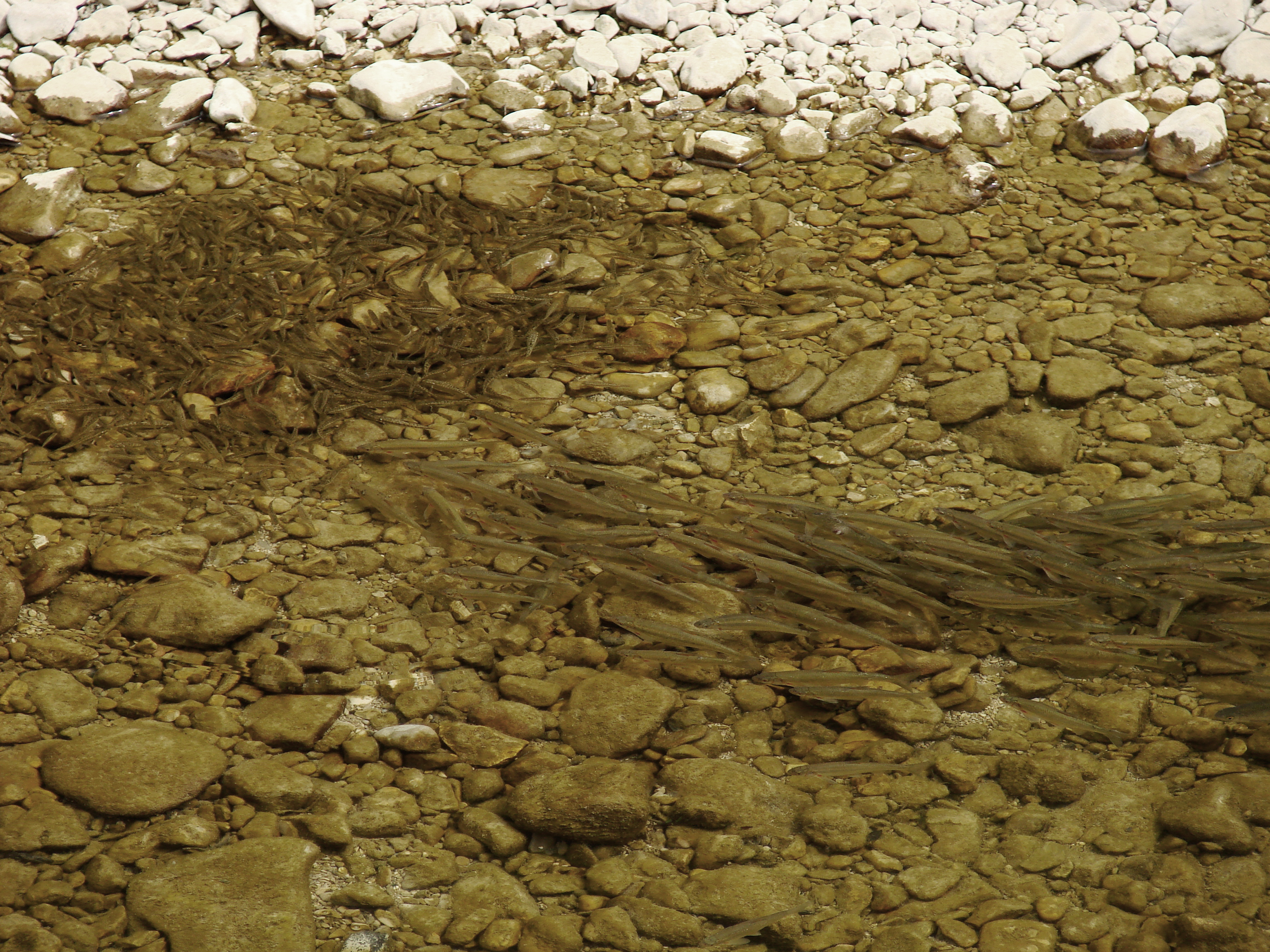
Banc de soifs et de vairons (Albarine).
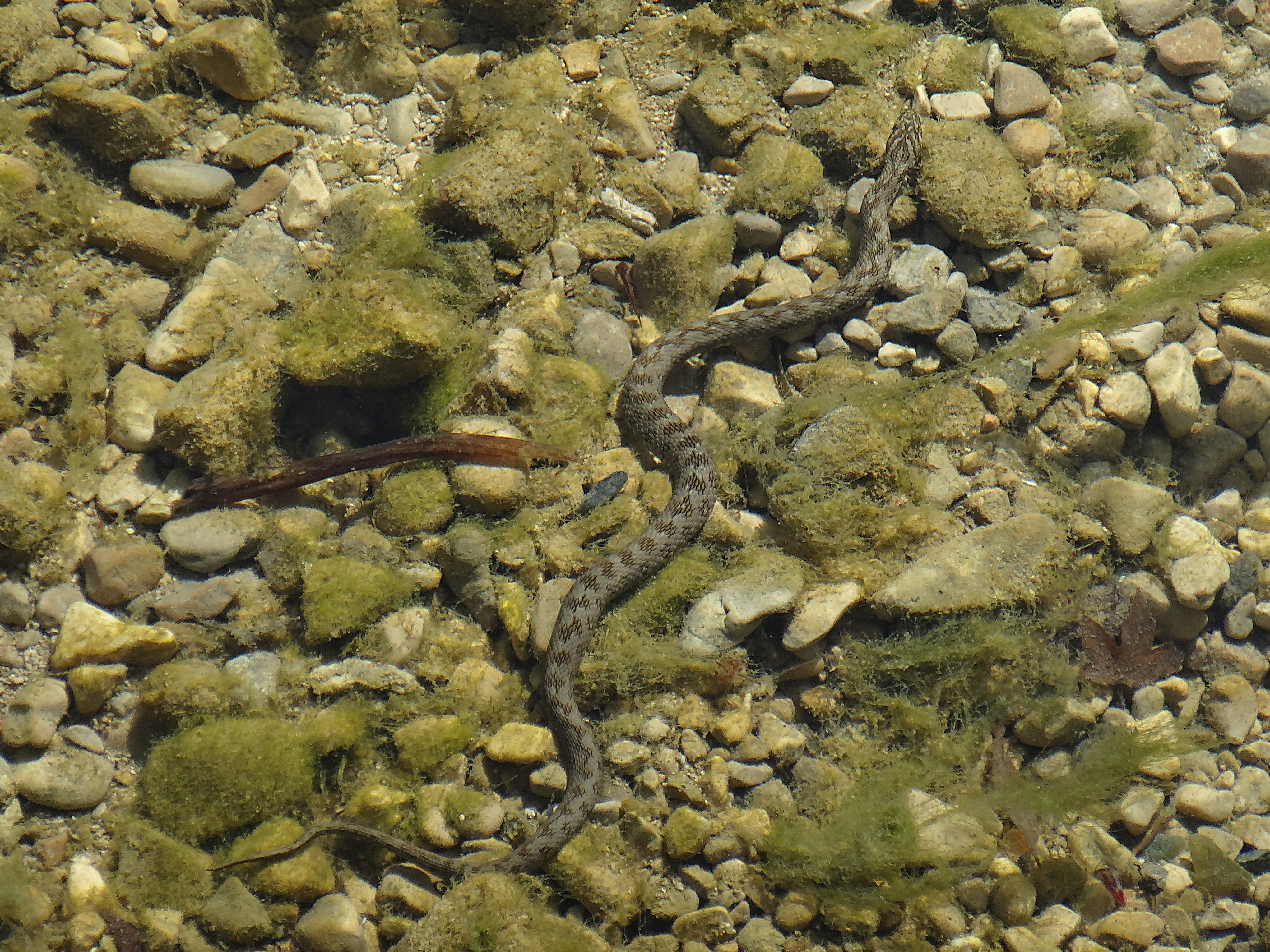
Couleuvre vipérine (« Natrix maura ») (Albarine).

### Pêche
L'Albarine est une rivière reconnue à l'échelle nationale pour la qualité de ses peuplements piscicoles. Régulièrement, des manches de championnat de France de pêche à la mouche ont lieu sur le secteur de la vallée. L'Albarine est très fréquentée par les pêcheurs à la mouche de l'Ain, du Rhône et de la Savoie, notamment pour son peuplement en truites fario et en ombres communs.
L'Albarine a cependant tendance à s'assécher et à disparaitre (infiltration) sous l'effet des étés secs, ce qui donne lieu régulièrement à des actions de pêche de sauvetage.

### Énergie

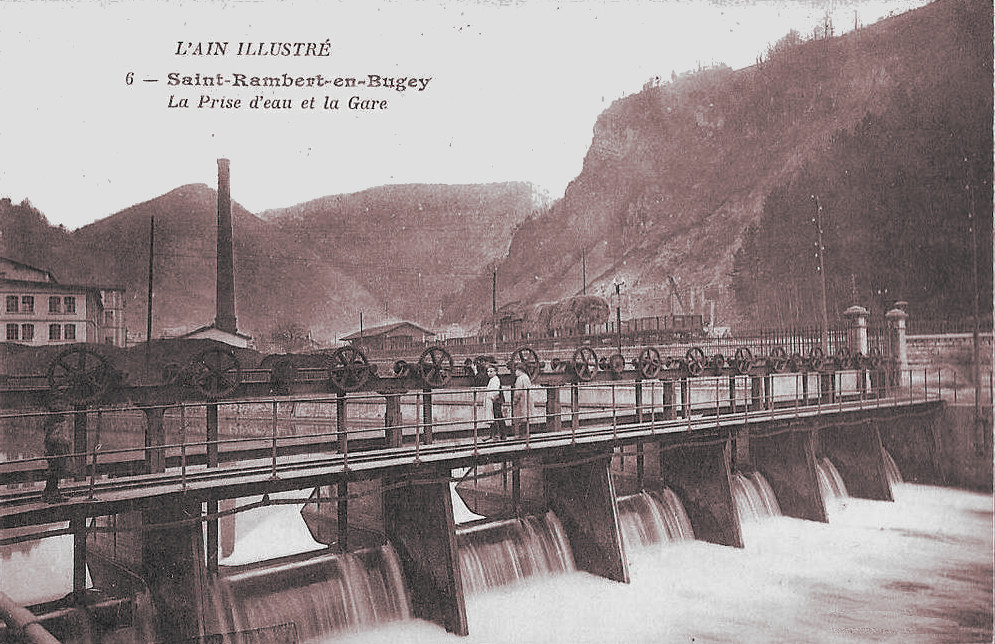
Ancienne prise d'eau sur l'Albarine de l'usine de la Schappe.

Au cours des siècles, l'Albarine a fourni son énergie à de nombreuses industries (moulins, scieries, industries textiles, etc.).